# Азапи
Азапи (тур. Azap) су били нерегуларна лака пјешадија османске војске. Као и Аје, чинили су окосницу отоманске војске,  нарочито ако се узме у обзир чињеница да је снага турске војске лежала управо у пешадији. Најелитнији део турске војске били су јањичари, такође специјална пешадијска јединица. Азапи су готово увек били у самом центру борбе и носили су главнину напада турских снага. Њихов задатак је био да успоре првобитни непријатељски јуриш након чега су се повлачили лево и десно како би отомански топови и јањичари преузели напад.

## Регрутација
Азапи су настали у доба Сулејмана I. Један човек из 20-30 домаћинстава је постао азап. Били су угавном Турци из Анатолије и са Балкана. Азепи су чинили добровољце и нису имали плату за своје учешће, већ су били ослобођени даћа и учествовали су у подели ратног плена. У касном 16. веку су могли сви мушкарци муслимани да постану регрути.

## Оружје
Као волонтери, азапи су руковали различитим оружјем. Користили су сабље, буздоване, лук и стреле. Носили су различите униформе и шешире попут оних који су носили јањичари, само у различитим бојама.

## Галерија
- Депикција војника азепа.
- Депикција војника азепа.
- Депикција војника азепа.
- Депикција војника азепа.